# Namiella
Namiella is een monotypisch geslacht uit de familie Molgulidae en de orde Stolidobranchia uit de klasse der zakpijpen (Ascidiacea).

## Soorten
- Namiella bistigmata Monniot C. & Monniot F., 1968